# Batueta
Batueta (Locket, 1982) è un genere di ragni appartenente alla famiglia Linyphiidae.

## Distribuzione
Le due specie oggi attribuite a questo genere sono state rinvenute in Asia orientale e sudorientale: una, la B. similis, è endemica della Cina e l'altra, la B. voluta della Malaysia.

## Tassonomia
A maggio 2011, si compone di due specie:
- Batueta similis Wunderlich & Song, 1995 — Cina
- Batueta voluta Locket, 1982[3] — Malaysia